# Echiniscus barbarae
Echiniscus barbarae är en djurart som tillhör fylumet trögkrypare, och som beskrevs av Łukasz Kaczmarek och Łukasz Michalczyk 2002. Echiniscus barbarae ingår i släktet Echiniscus och familjen Echiniscidae. Inga underarter finns listade i Catalogue of Life.